# گل آفتابی (سرده)
گل آفتابی (نام علمی: Helianthemum) نام یک سرده از تیره گل‌آفتابیان است.